# Etap (zeilschip)
Etap is een merklijn van de Belgische jachtconstructeur Etap Yachting. De romp van de boten bestaat uit twee op elkaar gelegde schillen. De lege ruimte tussen deze twee schillen wordt opgevuld met polyurethaanschuim, vandaar de claim van het bedrijf dat de boten onzinkbaar zijn.
Nadeel van dit productieproces is dat er geen langere producten (boten of andere) kunnen gemaakt worden: het PU-schuim stolt relatief snel waardoor slechts een beperkt volume snel genoeg in een mal kan gespoten worden (polyurethaan, of kortweg PU, is een polymeer). Ook de milieubezwaren tellen mee (cfk's).
Op 21 januari 2008 werd ETAP overgenomen door Dehler.
In mei 2009 is Dehler na een faillissement overgenomen door concurrent Hanse.